# Carl Møllers Legat
Carl Møllers Legat er et dansk legat som også kendes under navnet Carl Møllers Humoristlegat. Legatet blev stiftet efter en testamentarisk gave på 20.000 kr. fra forfatteren Carl Emanuel Møller (1844-1898). Legatet blev i mange år uddelt årligt "til en fortrinsvis humoristisk forfatter under 30 år". Nu uddeles legatet hvert andet år.
Blandt modtagerne kan nævnes:
- Johannes V. Jensen (1902)
- Albert Dam (1910)
- Hans Hartvig Seedorff Pedersen (1918)
- Aksel Sandemose (1922)
- Knud Sønderby (1934)
- Martin A. Hansen (1936)
- Tove Ditlevsen (1942)
- Willy Breinholst (1948)
- Erik Knudsen (1950)
- Frank Jæger (1951)
- Benny Andersen (1965)
- Asger Schnack (1979)